# Laura Flores
Laura Flores  (Reynosa, Mexikó, 1963. augusztus 23. –) mexikói színésznő, modell és énekesnő.

## Élete és pályafutása
1963. augusztus 23-án született Mexikóban. Első szerepét 1980-ban kapta az El combate című sorozatban. 1990-ben szerepelt a Mi pequena című sorozatban amelyben Dulce María szerepét játszotta. 1994-ben szerepelt az El amor tiene cara de mujer című telenovellában, amelyben Victoria szerepét kapta meg. 1996-ban szerepet kapott a Marisol című sorozatban, melyben Sandra Lujánt alakította. 1998-ban játszott a Gotita de amorban, amelyben María Frenanda de Santiago szerepét játszotta.
2000-ben szerepet kapott a Sebzett szívek című telenovellában amelyben Victoria Castellanost alakította. 2007-ben szerepett kapott a Destilando amor (Szerelempárlat) című telenovellában, ő volt Priscilla. 2007-ben kapott egy nagyobb szerepet az Al diablo con los guapos (Pokolba a szépfiúkkal!) című telenovellában, melyben Lucianát alakította. 2008-ban szerepelt a Candyben, ahol Luciana Arango szerepét játszotta. 2008-2009-ben szintén nagyobb szerepet kapott az En nombre del amor (A szerelem nevében) című telenovellában, melyben Camila Ríos de Mondragónt játszotta.
2009-2010-ben szerepelt a Vad szívben, ahol María del Rosario Montes de Oca szerepében tűnt fel. Szintén 2010-ben szerepelt a Mujeres asesinas (Gyilkos nők) című telenovellában is. Legújabb telenovellája a Llena de amor (2010-2011).

## Filmográfia
- El combate (1980) – Mariana
- El derecho de nacer (1981) – Amelia
- En busca del Paraíso (1982) – Yolanda
- Tú eres mi destino (1984) – Rosa Martha
- Los años felices (1984) – María
- Los años pasan (1985) – María
- Cartas de amor (1985) – ismeretlen szerep
- Ave Fénix (1986) – Paulina
- Mi pequeña Soledad (1990) – Dulce María
- La pícara soñadora (1991) – Gloria
- Clarisa (1993) – Elidé González León
- Mujer, casos de la vida real (1994) – ismeretlen szerep
- El amor tiene cara de mujer (1994) – Victoria
- El vuelo del águila (1994) – Emperatriz Carlota
- Marisol (1996) – Sandra Luján
- El alma no tiene color (1997) – Guadalupe Roldán de Del Alamo
- Gotita de amor (1998) – María Fernanda De Santiago
- Cuento de Navidad (1999) – angyal (A csinos nő)
- Tres mujeres (1999) – Sandra María Aguirre
- Betty, a csúnya lány (Yo soy Betty, la fea) (1999) – önmaga (magyar hangja: Götz Anna)
- Sebzett szívek (Siempre te amaré) (2000), (Victoria Robles de Castellanos / de Elizondo / de Garrai, illetve mint Amparo Rivas (magyar hangja: Tóth Enikő)
- Carita de ángel (2000) – Laura
- Cero en conducta (2001) – Laurita
- Cómplices al rescate (2002–2003) – Rocío Cantú de Del Río
- La decada furiosa (2003) – házigazda
- La hora pico (2003) – önmaga
- Piel de otoño (2005) – Lucia Villareal
- Bajo el mismo techo (2005) – Laura Acosta
- Mundo de fieras (2006–2007) – Regina Farias de Martínez Guerra
- Szerelempárlat (Destilando amor) (2007) – Priscilla (magyar hangja: Czirják Csilla)
- Pokolba a szépfiúkkal! (Al diablo con los guapos) (2007–2008), mint Luciana Arango de Belmonte (Magyar hangja: Kiss Erika)
- Candy (Las tontas no van al cielo) (2008) – Luciana Arango (magyar hangja: Hirling Judit)
- Secretos (2008) – Miriam Garza
- A szerelem nevében (En nombre del amor) (2008–2009) – Camila Ríos de Mondragón (magyar hangja: Spilák Klára)
- Vad szív (Corazón salvaje) (2009–2010 ) – María del Rosario Montes de Oca (magyar hangja: Kiss Erika)
- Llena de amor (2010–2011) – Ernestina Pavón / Netty
- Una familia con suerte (2011) – Yuyú Arteaga
- Menekülés a szerelembe (Un refugio para el amor) (2012) – Rosa Elena 'Roselena' Fuentes Gil de Torreslanda (magyar hangja: Orosz Anna)
- Nueva vida (2013) – María
- En otra piel (2014) – Mónica Serrano
- Emlékezz, Reina! (Reina de corazones) (2014) – Sara Smith / Virginia de la Vega 'Reina de Picas' (magyar hangja: Orosz Anna)
- Éld az életem! (¿Quién es Quién?) (2015–2016) – Inés (magyar hangja: Orosz Anna)
- Señora Acero (2016–2017) – Edelmira Rigores
- A rajongó (La Fan) (2017) – Paloma (magyar hangja: Orosz Anna)
- Mi familia perfecta (2018) – Irma Solías
- Juntos, el corazón nunca se equivoca (2019) – Soledad Elizalde
- Derült égből apa (Soltero con hijas) (2019–2020) – Alondra Ruvalcaba (magyar hangja: Kiss Erika)
- Fuego ardiente (2021) – Laura Urquidi
- Til Money Do Us Part (2022) – Clemencia
- Vuelve a mí (2023–2024) – Martha Guevara
- Tu vida es mi vida (2024) – Gracia Martínez Torres
- Las hijas de la señora García (2024) – Cecilia Borbón de Portilla

## Diszkográfia
- Barcos de Papel (1983)
- Preparatoria (1984)
- De Corazón a Corazón (1985)
- Fruto Prohibido (1986)
- Para Vivir Feliz (1987)
- Desde Hoy (1989)
- Cuando el amor estalla (1990)
- Nunca hagas llorar a una Mujer (1995)
- Me quedé vacía (1997)
- Te voy a esperar (2000)
- Contigo o sin ti (2002)
- Morir de Amor (2005)
- Soy Yo (2007)
- Soy Yo con Banda y Mariachi (2008)
- Ni Te Pares Por Aquí (2010)

## Műsorok
- Noche a Noche (1980)
- Preparatoria (1983)
- Juntos (1984)
- Bestia Nocturna (1985)
- La rueda de la fortuna (1995), hostess
- Hoy (1998), hostess
- Cuento de navidad (1999)
- La década furiosa (2003)
- Bajo el mismo techo (2005)
- Hoy (2008)
- Estrella2 (2012)